# Bum Krüger
Bum Krüger (bürgerlicher Name: Willy Krüger) (* 13. März 1906 in Berlin; † 15. März 1971 ebenda) war ein deutscher Schauspieler, Hörspiel- und Synchronsprecher.

## Leben
Bum Krüger war vor allem Bühnenschauspieler und Kabarettist. Nach dem Zweiten Weltkrieg war er Mitglied des Kabaretts „Die Schaubude“. Im Film war er meist in Nebenrollen zu sehen, denen er immer ein eigenes Profil gab. Eine der Hauptrollen spielte er 1960 in der fünfteiligen Fernsehserie Am grünen Strand der Spree nach dem gleichnamigen Roman von Hans Scholz. Unter der Regie von Fritz Umgelter spielten in weiteren Hauptrollen Werner Lieven, Malte Jaeger, Günter Pfitzmann, Peter Pasetti, Elisabeth Müller und Wolfgang Büttner.
Ab 1947 arbeitete Krüger häufig als Synchronsprecher und lieh seine Stimme u. a. Ernest Borgnine (Vera Cruz), Walter Brennan (Red River), James Cagney (Keine Zeit für Heldentum), Charles Laughton (Der Glöckner von Notre-Dame), Louis de Funès (Radieschen von unten), Bob Hope (Sein Engel mit den zwei Pistolen), James Robertson Justice (Land der Pharaonen), Edward G. Robinson (Schakale der Unterwelt) und Spencer Tracy (Der Draufgänger). In Die kupferne Hochzeit (1948) spielte er die Rolle des Georg unter der Regie von Heinz Rühmann.
Krüger war zudem ein vielbeschäftigter Hörspielsprecher. Hier gehörte er häufig zu den Hauptdarstellern, wie z. B. 1953 in dem fünfteiligen Kinderhörspiel Abdallah und sein Esel, wo er und Heinz Rühmann die beiden Titelrollen sprachen.
Bum Krüger war der Vater von Pit Krüger, der ebenfalls Schauspieler war. 
Bum Krüger starb im März 1971 zwei Tage nach seinem 65. Geburtstag. Sein Grab befindet sich auf dem Hauptfriedhof Mannheim.

## Filmografie (Auswahl)
- 1947: Film ohne Titel
- 1948: Der Herr vom andern Stern
- 1948: Der Apfel ist ab
- 1949: Krach im Hinterhaus
- 1950: Hochzeitsnacht im Paradies
- 1951: Das seltsame Leben des Herrn Bruggs
- 1952: Das letzte Rezept
- 1952: Das kann jedem passieren
- 1952: Fritz und Friederike
- 1952: Des Teufels Erbe (The Devil Makes Three)
- 1952: Der Weibertausch
- 1953: Käpt’n Bay-Bay
- 1953: Die vertagte Hochzeitsnacht
- 1953: Tante Jutta aus Kalkutta
- 1953: Moselfahrt aus Liebeskummer
- 1953: Dein Herz ist meine Heimat
- 1954: Die süßesten Früchte
- 1954: Keine Angst vor Schwiegermüttern
- 1954: Die verschwundene Miniatur
- 1954: Bildnis einer Unbekannten
- 1954: Hoheit lassen bitten
- 1955: Des Teufels General
- 1955: Oberwachtmeister Borck
- 1955: Unternehmen Schlafsack
- 1956: Charleys Tante
- 1956: Der Hauptmann von Köpenick
- 1956: Die wilde Auguste
- 1956: Du bist Musik
- 1956: Mädchen mit schwachem Gedächtnis
- 1956: Die Stimme der Sehnsucht
- 1956: Drei Birken auf der Heide
- 1957: Die Beine von Dolores
- 1957: Kindermädchen für Papa gesucht
- 1957: Das Glück liegt auf der Straße
- 1957: Monpti
- 1957: Egon, der Frauenheld
- 1957: Das Mädchen ohne Pyjama
- 1957: Schön ist die Welt
- 1958: … denn keiner ist ohne Sünde (Filles de nuit)
- 1958: Der lachende Vagabund
- 1958: Das Mädchen mit den Katzenaugen
- 1958: Nachtschwester Ingeborg
- 1958: Der Schinderhannes
- 1958: Der achte Wochentag (Ósmy dzien tygodnia)
- 1958: Hoppla, jetzt kommt Eddie
- 1958: Italienreise – Liebe inbegriffen
- 1958: Meine 99 Bräute
- 1959: Kasimir und Karoline
- 1959: Schlag auf Schlag
- 1958: Petersburger Nächte
- 1959: Der Besuch der alten Dame (Fernsehfilm)
- 1959: Verbrechen nach Schulschluß
- 1959: Paradies der Matrosen
- 1960: Brücke des Schicksals
- 1960: Der Held meiner Träume
- 1960: Die junge Sünderin
- 1960: Gustav Adolfs Page
- 1960: Am grünen Strand der Spree (Fernsehserie)
- 1960: Schön ist die Liebe am Königssee
- 1961: Bankraub in der Rue Latour
- 1961: Jack Mortimer (Fernsehfilm)
- 1961: Drei Mann in einem Boot
- 1962: Nie hab ich nie gesagt (Fernsehfilm)
- 1963: Der Arzt am Scheidewege (Fernsehfilm)
- 1964: Der gelbe Pullover (Fernsehfilm)
- 1964: Das Haus auf dem Hügel
- 1964: Stunden der Angst (Fernsehfilm)
- 1964: Lydia muss sterben (Fernsehfilm)
- 1964: Teufelsspur (Fernsehfilm)
- 1964: Sie schreiben mit – Der Verdacht (Fernsehserie)
- 1965: Die Schlüssel (Fernseh-Mehrteiler)
- 1965: Das Liebeskarussell
- 1966: Die Ermittlung
- 1966: Portrait eines Helden
- 1967: Der Renegat (Fernsehfilm)
- 1969: Salto Mortale (Fernsehserie, mehrere Folgen)
- 1970: Graf Yoster gibt sich die Ehre (Fernsehserie, Folge 26)

## Hörspiele (Auswahl)
- 1947: Die Matrosen von Cattaro – Regie: Walter Ohm
- 1948: Dantons Tod – Regie: Walter Ohm
- 1948: Prossy’s Mam – Regie: Fritz Benscher
- 1948: Leonhard Frank: So kann’s nicht weitergehen! (Bankier) – Regie: Alfred Vohrer (SDR)
- 1948: Wolfdietrich Schnurre: Man sollte dagegen sein! (Angeklagter Hans Hase) – Regie: Oskar Nitschke (SDR)
- 1949: Das Verhör des Lukullus (von Bertolt Brecht) – Regie: Harald Braun
- 1949: Liebe auf den ersten Blick – Regie: Heinz-Günter Stamm
- 1949: Schuld und Sühne (nach Fjodor Michailowitsch Dostojewski) – Regie: Walter Ohm
- 1949: Menschen im Hotel – Regie: Fritz Benscher
- 1950: Was sagen die Götter dazu? – Regie: Fritz Benscher
- 1950: Kaiser Jones (nach Eugene O’Neill) – Regie: Walter Ohm
- 1951: Der Soldat und die Puppe – Regie: Walter Ohm
- 1951: Romulus der Große (nach Friedrich Dürrenmatt) – Regie: Walter Ohm
- 1951: Die verlorenen Jahre – Regie: Heinz-Günter Stamm
- 1951: Nein, Herr Gimont – Regie: Heinz-Günter Stamm
- 1952: Sie fielen aus Gottes Hand – Regie: Walter Ohm
- 1952: Ein Mord für die Welt – Regie: Fritz Benscher
- 1952: Moral – Regie: Walter Ohm
- 1952: Jim und Jill – Regie: Heinz-Günter Stamm
- 1952: Vater braucht eine Frau – Regie: Heinz-Günter Stamm
- 1952: Das kleine Hofkonzert – Regie: Heinz-Günter Stamm
- 1953: Das Lied der Laute – Regie: Walter Ohm
- 1953: Josephine antwortet – Regie: Arno Assmann
- 1953: Abdallah und sein Esel (5 Teile) – Regie: Hanns Cremer
- 1953: Spiel im Schloß – Regie: Heinz-Günter Stamm
- 1953: Rip van Winkle (nach Max Frisch) – Regie: Walter Ohm
- 1953: Geronimo und die Räuber (Mehrteiler) – Regie: Theodor Steiner
- 1953: Lilofee – Regie: Heinz-Günter Stamm
- 1953: Kampf gegen den Tod; 6. Folge: Schöpferische Ohnmacht – Regie: Ludwig Cremer
- 1953: Die unnützen Mäuler – Regie: Walter Ohm
- 1953: Sie klopfen noch immer – Regie: Eduard Hermann
- 1953: Carl Zuckmayer: Ulla Winblad oder Musik und Leben des Carl Michael Bellmann (Mollberg) – Regie: Walter Ohm (BR/RB/SWF)
- 1953: Ein Weihnachtslied (nach Charles Dickens) – Regie: Heinz-Günter Stamm
- 1954: Rockefeller Plaza – Regie: Walter Ohm
- 1954: Familie Professor Linden – Regie: Ludwig Cremer
- 1954: Hinter sieben Fenstern brennt noch Licht – Regie: Heinz-Günter Stamm
- 1954: Das Schicksal gibt Herrn Morris eine Chance – Regie: Heinz-Günter Stamm
- 1954: Zweimal Napoleon – Regie: Fritz Benscher
- 1954: Garou-Garou – Regie: Walter Ohm
- 1955: Das Unternehmen der Wega (von Friedrich Dürrenmatt) – Regie: Kurt Reiss
- 1955: Der Widerspenstigen Zähmung (nach William Shakespeare) – Regie: Walter Ohm
- 1955: Der goldene Kranz – Regie: Willy Purucker
- 1956: Ein Ding, um nichts herum… – Regie: Raoul Wolfgang Schnell
- 1956: Kellerassel – Regie: Ludwig Cremer
- 1956: Meine Theorie ist nämlich folgende … – Regie: Raoul Wolfgang Schnell
- 1956: Die Gangster von Valence – Regie: Wilhelm Semmelroth
- 1957: Die Ballade vom halben Jahrhundert – Regie: Heinz-Günter Stamm
- 1957: Inspektor Hornleigh auf der Spur (2) – Regie: Hermann Pfeiffer
- 1957: Menschliche Komödie (1) – Regie: Heinz-Günter Stamm
- 1957: Hinter diesen Mauern – Regie: Eduard Hermann
- 1957: Die Rechnung ohne den Wirt – Regie: Edward Rothe
- 1957: Der Mensch im Schilderhaus – Regie: Heinz-Günter Stamm
- 1957: Der weiße Adler – Regie: Heinz-Günter Stamm
- 1958: Das flämische Freiheitslied. Die Geschichte Till Eulenspiegels und Lamme Goedzaks – Regie: Ludwig Cremer
- 1958: Das Gelächter des Clowns – Regie: Friedhelm Ortmann
- 1959: Stützen der Gesellschaft (nach Henrik Ibsen) – Regie: Walter Ohm
- 1959: Es geschah in … England; Folge: Der Abschiedskuß – Regie: Heinz Dieter Köhler
- 1959: Es geschah in … USA; Folge: Selbst ist der Mann – Regie: Hermann Pfeiffer
- 1959: Der Raub der Sabinerinnen – Regie: Heinz-Günter Stamm
- 1959: Der Mann im Mond (von Herbert Hennies) – Regie: Hermann Pfeiffer
- 1959: Eduard und Caroline – Regie: Raoul Wolfgang Schnell
- 1959: Das Lied von Bernadette – Regie: Heinz-Günter Stamm
- 1959: Die Weber (nach Gerhart Hauptmann) – Regie: Heinz-Günter Stamm
- 1960: Die spanische Fliege – Regie: Heinz-Günter Stamm
- 1960: Das Transparent – Regie: Edward Rothe
- 1960: Katjuscha (nach Lew Tolstoi) – Regie: Heinz-Günter Stamm
- 1960: Geronimo und die Räuber – Regie: Heinz-Günter Stamm
- 1960: Johnson über dem Jordan – Regie: Walter Ohm
- 1961: Pierre MacOrlan, Nino Frank: Pension Usher (Oberst Brebis) – Regie: Peter Schulze-Rohr (SWF)
- 1961: Morgen sind Sie König – Regie: Heinz-Günter Stamm
- 1961: Maigret und der gelbe Hund – Regie: Heinz-Günter Stamm
- 1961: Die kluge Wienerin – Regie: Heinz-Günter Stamm
- 1961: Maigret und sein Revolver – Regie: Heinz-Günter Stamm
- 1961: Robinson soll nicht sterben (nach Friedrich Forster) – Regie: Walter Ohm
- 1962: Der neue Chauffeur – Regie: Walter Ohm
- 1962: Die tausendste Nacht – Regie: Ludwig Cremer
- 1962: Die gespaltene Hand – Regie: Heinz-Günter Stamm
- 1962: Die Uhr schlägt eins (nach Carl Zuckmayer) – Regie: Heinz-Günter Stamm
- 1962: Auf verlorenem Posten – Regie: Wolfram Rosemann
- 1962: Mein Leopold – Regie: Heinz-Günter Stamm
- 1962: Sherlock Holmes spannt aus – Regie: Heinz-Günter Stamm
- 1963: Sherlock Holmes auf Freiersfüßen – Regie: Heinz-Günter Stamm
- 1963: Mindermann – Regie: Heinz-Günter Stamm
- 1963: Der Narr mit der Hacke – Regie: Walter Ohm
- 1963: Am Ende des Regenbogens – Regie: Friedhelm Ortmann
- 1964: Das kleine Hofkonzert – Regie: Heinz-Günter Stamm
- 1964: Celestina (Mehrteiler) – Regie: Raoul Wolfgang Schnell
- 1964: Die Abenteuer des Monsieur Alphonse – Regie: Manfred Brückner
- 1964: Der Prozeß um des Esels Schatten (von Friedrich Dürrenmatt) – Regie: Otto Kurth
- 1964: Der arme tote Herr – Regie: Heinz-Günter Stamm
- 1964: Waldhausstraße 20 – Regie: Walter Ohm
- 1964: Die Übungspatrone – Regie: Walter Ohm
- 1965: Aufbruch – Regie: Walter Ohm
- 1965: Ikarus auf der Wolke – Regie: Heinz-Günter Stamm
- 1965: Von Mäusen und Maschinen – Regie: Fritz Peter Vary
- 1965: Die Ermittlung – Regie: Peter Schulze-Rohr
- 1965: Der Daumen des Ingenieurs – Regie: Heinz-Günter Stamm
- 1965: Der Kapitän – Regie: Heinz-Günter Stamm
- 1966: Moritat von einem, der rausflog, das Leben zu lernen – Regie: Walter Ohm
- 1966: Von Vätern und Söhnen – Regie: Gustav Burmester
- 1966: Der Barbier des Midas – Regie: Heinz Wilhelm Schwarz
- 1966: Der neueste Roman von William Strong – Regie: Otto Düben
- 1966: Der Tote aus der Themse – Regie: Fritz Peter Vary
- 1966: Genosse N – Regie: Gustav Burmester
- 1966: Ergrauter Eros – Regie: Otto Düben
- 1967: Der Fall Haas – Regie: Walter Ohm
- 1967: Galgenfrist (Mehrteiler) – Regie: Heinz Wilhelm Schwarz
- 1967: Landpartie – Regie: Günther Sauer
- 1967: Cyprienne (nach Curth Flatow) – Regie: Heinz-Günter Stamm
- 1967: Spiegelungen – Regie: Heinz-Günter Stamm
- 1968: Der Wildtöter – Regie: Anke Beckert, Stimme Häuptling
- 1968: Die Gäste – Regie: Heinz-Günter Stamm
- 1968: Joel Brand – Regie: Walter Ohm
- 1968: Siebenerlei Fleisch – Regie: Raoul Wolfgang Schnell
- 1969: Die letzte Visite (Mehrteiler) – Regie: Friedhelm von Petersson
- 1969: Selbst wenn wir schweigen sollten – Regie: Friedhelm Ortmann
- 1969: Die schwarze Villa – Regie: Fritz Peter Vary
- 1969: Regina B. – ein Tag aus ihrem Leben – Regie: Walter Ohm
- 1970: Hier spricht NN – Regie: Heinz-Günter Stamm
- 1971: Weißbuch – Regie: Walter Ohm
- 1971: Ohne Haß und Furcht – Regie: Gustav Burmester
- 1971: Verlorene Illusionen (Mehrteiler, nach Honoré de Balzac) – Regie: Fritz Schröder-Jahn